# Tanukhides
196–1100
Les Tanûkhides (en arabe : التنوخيون ) ou Tanukh (en arabe : تنوخ) ou Banū Tanūḫ sont une confédération de tribus arabes chrétiennes, parfois qualifiées de Sarrasins. 
Ils prennent d'abord de l'importance dans le nord de l'Arabie et le sud de la Syrie au IIe siècle de notre ère. Des inscriptions Lakhmides et Tanukhides ont été trouvées à Umm el-Jimal en Jordanie et à Namara en Syrie.
L'ancienne confédération tribale Tanukh est largement reprise par plusieurs branches des grandes tribus Azd et Quda'a. Leur base principale à l'époque de leur souverain le plus célèbre, la reine Mavia, est à Alep. Au cours des VIIIe et IXe siècles, les bastions des Tanukhides sont les villes de Qinnasrin et de Maarat al-Numan.

## Histoire
À la fin du IIe siècle, une branche de la tribu d'Azd, du sud de l'Arabie, migre vers al-Hasa où les Tanukhides s'installent. Les Azdies s'allient aux Tanukhides, faisant partie de la confédération.[réf. nécessaire] Les deux cheikhs (chefs tribaux) cèdent le pouvoir à Malik ibn Fahm (196-231), qui les conduit dans ce qui est aujourd'hui l'Irak et la Syrie, et après des escarmouches avec d'autres tribus de la région, il contrôle toute la Jordanie et certaines parties de l'Irak, il est remplacé par son frère 'Amr ibn Fahm qui règne pendant une courte période, et après lui Jadhima ibn Malik a régné (233-268). Après la mort de Jadhima, il est remplacé par le fils de sa sœur 'Amr ibn Adi, un Lakhmide, parce que Jadhima n'avait pas de fils, établissant ainsi la dynastie Lakhmide. D'autres Tanukhides se sont installés en Syrie.[réf. nécessaire] 'Amr ibn 'Adi est revendiqué dans les légendes arabes comme ayant été le seul vainqueur de la guerre contre l'Empire Palmyrène de Zénobie, mais ces mythes "sont probablement un amalgame de faits et de fiction". Il est clair, cependant, que les Tanukhides jouent un rôle clé dans la défaite des forces de Zénobie face à l'empereur Aurélien.
Au IVe siècle apr. J.-C., les Tanukhides sont devenus la première tribu arabe à servir de foederati (alliés) dans l'Orient romain. Leur territoire s'étend de la Syrie au nord jusqu'au golfe d'Aqaba, des régions dans lesquelles ils ont migré du sud de l'Arabie après la montée de l'influence sassanide au Yémen un siècle plus tôt. On rapporte qu'ils se sont consacrés au christianisme, à l'apôtre Thomas et au monachisme, avec de nombreux monastères associés à la tribu. En 378, leur reine Mavia les entraîne dans une révolte contre l'empereur Valens. Une trêve est conclue et est respectée pendant un certain temps, Mavia envoyant même une flotte de cavalerie en réponse aux demandes d'aide romaines pour repousser une attaque des Goths. L'alliance s'effondre sous Théodose Ier, les Tanukhides se révoltant à nouveau contre la domination romaine.
Les Tanukhides sont christianisés au IIIe ou IVe siècle, probablement alors qu'ils se trouvent dans la moitié orientale du croissant fertile, et au IVe siècle, ils sont décrits comme ayant un "zèle fanatique pour le christianisme" et sont des "soldats chrétiens zélés" au VIe siècle. Au VIIe siècle, lors de la conquête musulmane du Levant, les Tanukhides se battent avec les Romains contre les musulmans, notamment lors de la bataille de Yarmouk. Après Yarmouk, leur statut de foederati a pris fin. Ils ont été décrits comme une « communauté chrétienne autonome de Bilad al-Sham » jusqu'au règne du calife abbasside al-Mahdi (r. 775-785 ), après quoi ils apparaissent comme musulmans. On pense que leur conversion à l'islam leur a été imposée par al-Mahdi,.
Au tournant des X et XIe siècle, la tribu compte parmi ses membres le philosophe Abu-l-Ala al-Maari.
Au XIe siècle, les Tanukhides du Mont-Liban inaugurent la communauté druze au Liban, lorsque la plupart d'entre eux  acceptent et adoptent le nouveau message, en raison des liens étroits de leurs dirigeants avec le calife fatimide al-Hakim bi-Amr Allah. Au XIVe siècle, les parties centrales du Mont-Liban étaient décrites comme un bastion tanukhide, abritant à la fois des musulmans druzes et chiites. Les membres des Tanukhides du Mont-Liban comprennent Al-Sayyid al-Tanukhi, un éminent théologien et commentateur druze du XVe siècle; et Muhammad bin al-Muwaffaq al-Tanukhi, un émir et musulman chiite qui a vécu au XIIIe siècle.

## Lectures complémentaires
- Shahîd, Rome and the Arabs: a Prolegomenon to the Study of Byzantium and the Arabs  (Washington: Dumbarton Oaks) 1984. The opening volume of Shahîd's multi-volume history of Byzantium and the Arabs.